# الدافا
الدافا در یمن است که در استان حضرموت واقع شده‌است.